# Alopecosa laciniosa
Alopecosa laciniosa este o specie de păianjeni din genul Alopecosa, familia Lycosidae. A fost descrisă pentru prima dată de Simon, 1876.
Este endemică în Franța. Conform Catalogue of Life specia Alopecosa laciniosa nu are subspecii cunoscute.